# 摩根勒菲
仙女摩根（英語：Morgan le Fay，别名：Morgana、Morgane、Morgaine、Fata Morgana），音译“摩根勒菲”，是亚瑟王传奇中登场的邪恶女巫。她的名字来自法语，其形象似乎是在12世纪早期才基本定型的，并以威尔士莫德伦—阿瓦拉的女儿和法国布列塔尼民间传说中的水中仙子为蓝本。通常摩根勒菲与凯尔特神话中的战争女神摩莉甘与统治鬼神世界阿瓦隆的死亡女神摩根（Morgen）视作同一人物。
摩根勒菲既是贵妇也是荡妇，既是邪恶的巫后也是美好的仙女，她有两种截然不同的形象，一是美丽的妙龄少女，另一个则是年迈的老妇人，无论她的身分是什么，她通常都是邪恶的化身且精通医术。传说中是亚瑟王同母异父的姐姐（亚瑟王的母亲与其前夫康沃尔公爵的女儿），多次企图杀害亚瑟王与桂妮薇儿王后，试图篡夺王位。
相传她的来历是王后伊格赖因（Igraine）与她第一任丈夫康沃尔公爵—格洛斯（Gorlois）的女儿，是摩高斯（Morgause）和伊莱恩（Elaine）的亲妹妹。传说她是高卢人阿克隆（Accolon）的情人，在亚瑟王统治卡美洛王国的辉煌时期，她始终是一个与亚瑟王敌对的主要人物。相传她私自偷窃了亚瑟王的王者之剑，并将神剑拱手送给了正要与亚瑟王决斗的情人阿克隆。在决斗中，阿克隆不慎失手掉了神剑，后被亚瑟王识破，阿克隆只好认罪，并俯首称臣。故事最终，扶亚瑟王登船前往阿瓦隆的三位神秘妇人当中就有一位是摩根勒菲本人。
摩根勒菲曾与其他三位女巫向兰斯洛特求爱，但却被兰斯洛特严词拒绝。她同时也为了暗中对付亚瑟王而蛊惑崔斯坦爵士收下一个漂亮的黄金盾牌，盾牌上画了骑士兰斯洛特的画像，正奴役一對王室夫妇（亚瑟王与王后桂妮薇儿）。不知内情的崔斯坦爵士带着盾牌来到亚瑟王宫参加比武大赛，然而在与亚瑟王对战的时候，亚瑟王的长矛被盾牌击了个粉碎，后来亚瑟王便追究到了兰斯洛特身上。

## 人物的变迁
摩根勒菲首次出现在13世纪由杰弗里所作的《亚瑟王传》中，作者把她称作“仙女摩根”（le Fay也为“仙女”的意思），为极乐世界的王后，执掌凯尔特和平与丰饶的象征—苹果枝。她是个博学的美丽女人，人们经常将这名仙女想象成附着有邪恶灵魂，与亚瑟王和众骑士为敌，司管着黑暗与死亡的冬之女神。

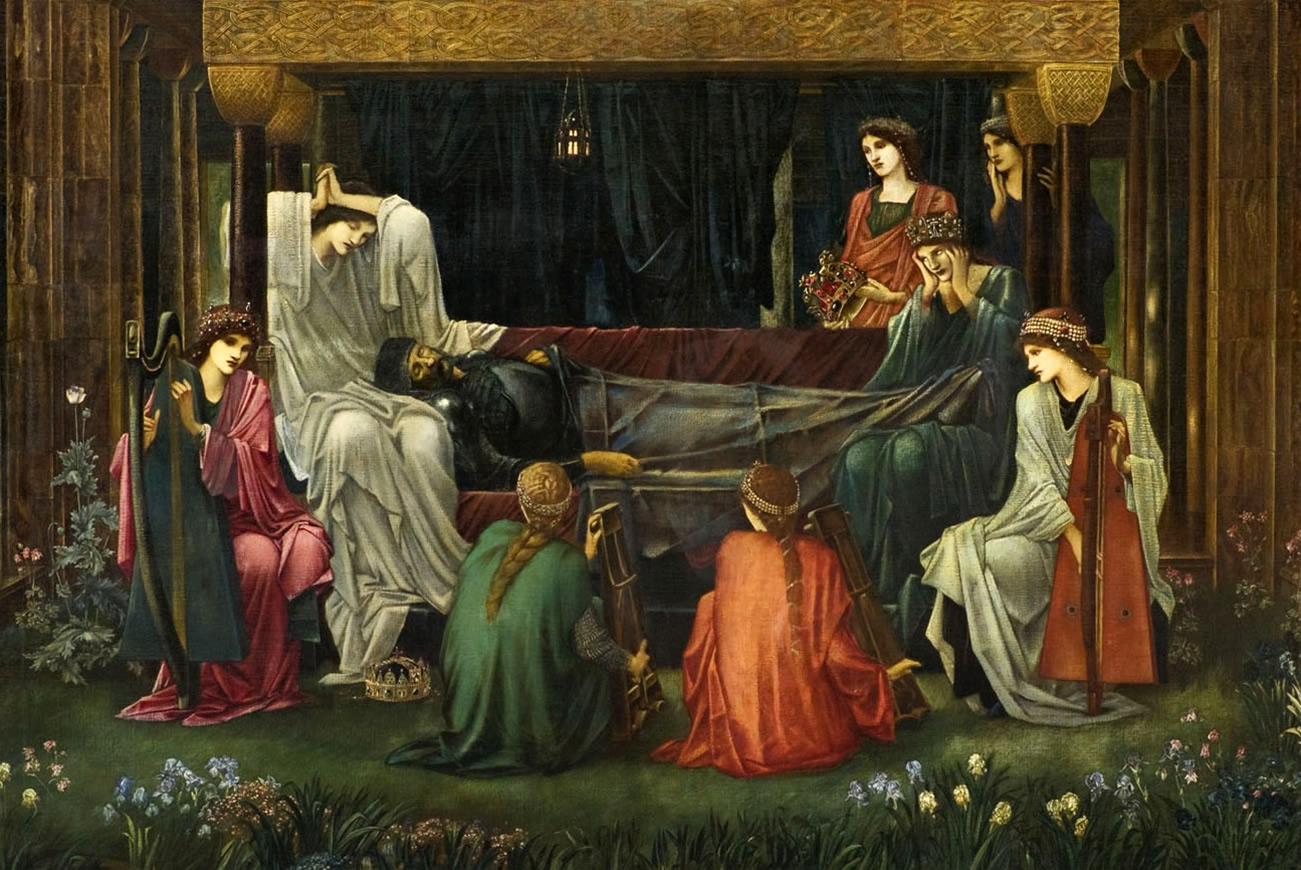
《亚瑟王在阿瓦隆》（伯恩·琼斯/画、1894年）画中描述摩根正和她擅长魔法的女皇妹妹们在阿瓦隆岛拯救奄奄一息的亚瑟王。

1150年，在孟莫斯郡的杰弗里在文献《维塔·梅林》中再次详细描写出摩根勒菲的形象，称摩根勒菲是统治阿瓦隆岛的九姐妹（其他还包括摩伦诺、马佐、格力顿、格力唐纳、格力托、泰伦诺、泰顿以及泰托）之一，并且她在文献中是九位姐妹中的笔头女性，在其中充当着治愈者与变形者的角色，同时她也担当着亚瑟王临终时的守护者。后来随着时间的推移，她又衍变为格拉斯顿堡（Glastonbury）的统治者与守护者，也是亚瑟王的近亲，她无所不能，既能用咒语施展魔法，又能在空中飞行，还能使自己变化为各种形体与动物。通常她被描绘为非常漂亮的贵妇人，但有些资料却把她描述成一个满脸皱纹的丑老太婆。在中世纪晚期，会巫术的人被视为邪恶的人，因此在1485年初次出版的由托马斯·马洛礼所著的《亚瑟之死》一书中，将摩根勒菲转变成了一位运用暗黑魔法做坏事的邪恶女巫；有人认为正是因为摩根勒菲的异教徒背景，基督作家们才将她原本正直善良的形象扭曲为邪恶魔法的始作俑者。其中描述摩根勒菲原本就是一个善良正直的普通女性，只不过是她魔法的力量保留下来，但不知道如何使用；自从母亲伊格赖因改嫁亚瑟王之后，摩根勒菲便进入修道院中进行长期间的修行，正是因为修道院中扭曲的教育而使得摩根勒菲修得一身妖术，并回来与亚瑟王成为敌对人物。
14世纪后期的文献《高文爵士与绿骑士》中摩根勒菲担当着卡美洛的宫廷御医，时常动用魔力为卡美洛受伤的骑士们疗伤。有一天，她爱上前来访问卡美洛的桂妮薇儿王后的弟弟。然而桂妮薇儿得知他们的恋情后，却极力阻止他们在一起私会，因此而遭到摩根勒菲的憎恨。摩根勒菲为了报复桂妮薇儿，在亚瑟王面前密告桂妮薇儿与兰斯洛特爵士之间的奸情，同时她还创立不死的绿骑士军团，并把他们送入卡美洛王城，考验亚瑟王的众圆桌骑士，好得以震慑桂妮薇儿。后来，摩根勒菲利用绿骑士成功的捕获高文爵士，并使他成为了自己的忠实奴仆。象征着四大元素与能量核心的“魔五星”则是摩根勒菲的标志，高文将它时刻挂在自己的血红色盾牌上。

## 近代改编

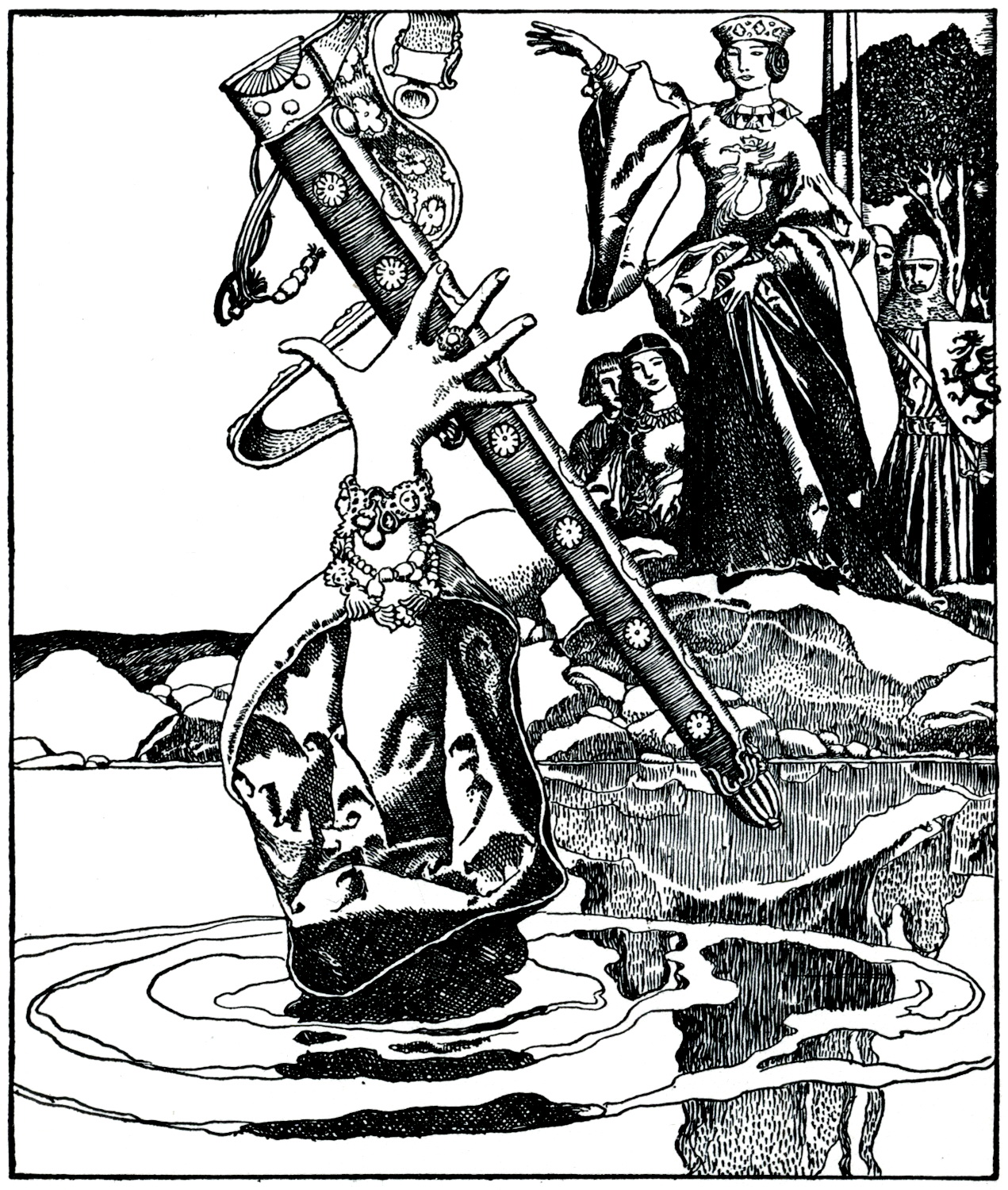
《摩根娜女皇将亚瑟王的剑鞘扔入阿瓦隆湖中》（美国著名插画家霍华德·派尔(Howard Pyle)于1903年为《亚瑟王与他的圆桌骑士们的故事》(The Story of King Arthur and His Knights)所绘的插图。）

精通草药知识的摩根勒菲是亚瑟王的亲生或是同母异父的姐姐。同时也是魔法师梅林的女主人，有11个女巫与变形者都是摩根勒菲的私密心腹，经常扮演着邪恶魔法的施加角色。摩根勒菲一般被认为是沃康尔公爵—格洛斯和伊格赖因的亲生女儿。父亲战死沙场后，由继父尤瑟王负责抚养成人，而母亲却也成为了卡美洛的新任王后，后来因为伊格赖因生下了亚瑟后而忽略了自己女儿的存在，伊格赖因一直把母爱都完全给了亚瑟并助他当上了国王，因此使得摩根勒菲恨之入骨，决意要报复亚瑟。亚瑟王的妻子桂妮薇儿王后得知摩根勒菲与她丈夫的一名骑士发生奸情后，便制止了他们，这使得摩根勒菲也成为了众圆桌骑士与王后的强大对手。最著名的插曲是她偶然的发现了亚瑟王的命门，为了设法陷害亚瑟王，她让情人阿克隆秘密窃取王者之剑与剑鞘来与亚瑟王决斗，然而阿克隆在决斗中惨败之后，她便私自把王者之剑的剑鞘扔入到阿瓦隆的湖中，就因为这样，亚瑟王失去了剑鞘的护佑，以致在卡姆兰决战中被他自己与摩高斯的私生子莫德雷德杀死。亚瑟王在奄奄一息之际，送他前往阿瓦隆岛上疗养的三位神秘女巫中有一位就是摩根勒菲本人，其中還有她的两个姐姐－伊莱恩（Elaine）与摩高斯，也有湖中妖女的薇薇安与妮妙的说法。

## 其它
- 意大利人将复杂蜃景称之为法塔·摩根娜（Fata Morgana）。传说摩根勒菲的巫术所创造出来的仙女空中楼阁，被设计用来引诱水手，所以复杂蜃景以她的名字来命名。英语“Fate”为“命运”的意思。
- 美國漫威漫畫將摩根勒菲的形象做為梅林的第一徒弟，也是古老的魔法師摩根娜勒菲（英语：Morgan le Fay (Marvel Comics)）。
- 日本手機遊戲Fate/Grand Order中，作為5星Berserker出場，是不列顛異聞帶之王。配音員︰石川由依。

## 书籍

《摩根女爵》是由安东尼·冯检基·桑迪斯于1864年画的木刻画。摩根勒菲即是一位治疗者，也是一位令人畏惧的魔法师；她是亚瑟王执政生涯中一朵带刺的玫瑰，也是亚瑟王临终时的守护者。最擅长医术与变形术。

- 《我是摩根勒菲》（I am Morgan le Fay — A Tale from Camelot） ISBN 9867399609
  - 作者：南西.史賓格
  - 譯者：李維拉
  - 出版社：繆思出版
  - 出版日期：2006年12月1日
  - 语言：繁体中文